# المغربة (ريمة)
المغربة هي إحدى قرى مديرية الجبين بمحافظة ريمة اليمنية، بلغ تعداد سكانها 1003 نسمة حسب إحصاء اليمن لعام 2004.